# بی‌قرار (آلبوم)
بی ‌قرار نام آلبومی است با صدای شهرام ناظری و آهنگسازی  محمد جلیل عندلیبی که در سال ۱۳۶۶ منتشر شد

## توضیح اثر

### هنرمندان
- آواز: شهرام ناظری
- آهنگساز و سرپرست گروه: محمد جلیل عندلیبی
- گروه مولانا:
  - جمشید عندلیبی: نی
  - بیژن کامکار: رباب، دف
  - منصور سینکی: تار
  - اردشیر کامکار: کمانچه
  - محمد فیروزی: بربط
  - جمشید محبی: تنبک
  - جلیل عندلیبی: سنتور

#### تکنوازان
- داود گنجه‌ای: کمانچه
- جلال ذوالفنون: سه‌تار
- جمشید عندلیبی: نی

### فهرست

#### روی اول
- پیش در آمد و تصنیف بی‌قرار
  - ساختهٔ علی مردان
  - شعر از مولوی
  - برداشتی محلی کردی
- اجرای آواز شوشتری و لیلی و مجنون و مثنوی
  - شعر از مولوی (مثنوی معنوی)، حافظ و سعدی

#### روی دوم
- پیش درآمد (وداع یار)
  - ساختهٔ جلیل عندلیبی
- درآمد شور (فراق دوستانش باد) 
  - شعر از سعدی
- آواز بار فراق دوستان (چوپانی)
  - شعر از سعدی
- تصنیف وداع یاران 
  - ساختهٔ جلیل عندلیبی
  - شعر از سعدی

## منبع
- تارنمای شهرام ناظری
- تبیان